# Givi Chokheli
Givi Chokheli   (Telavi, 27 de juny de 1937 - Tbilisi, 25 de febrer de 1994) fou un futbolista georgià de la dècada de 1950 i entrenador.
Fou 19 cops internacional amb la selecció de la Unió Soviètica amb la qual participà en la Copa del Món de futbol de 1962. Pel que fa a clubs, defensà els colors de Dinamo Tbilisi.

## Referències

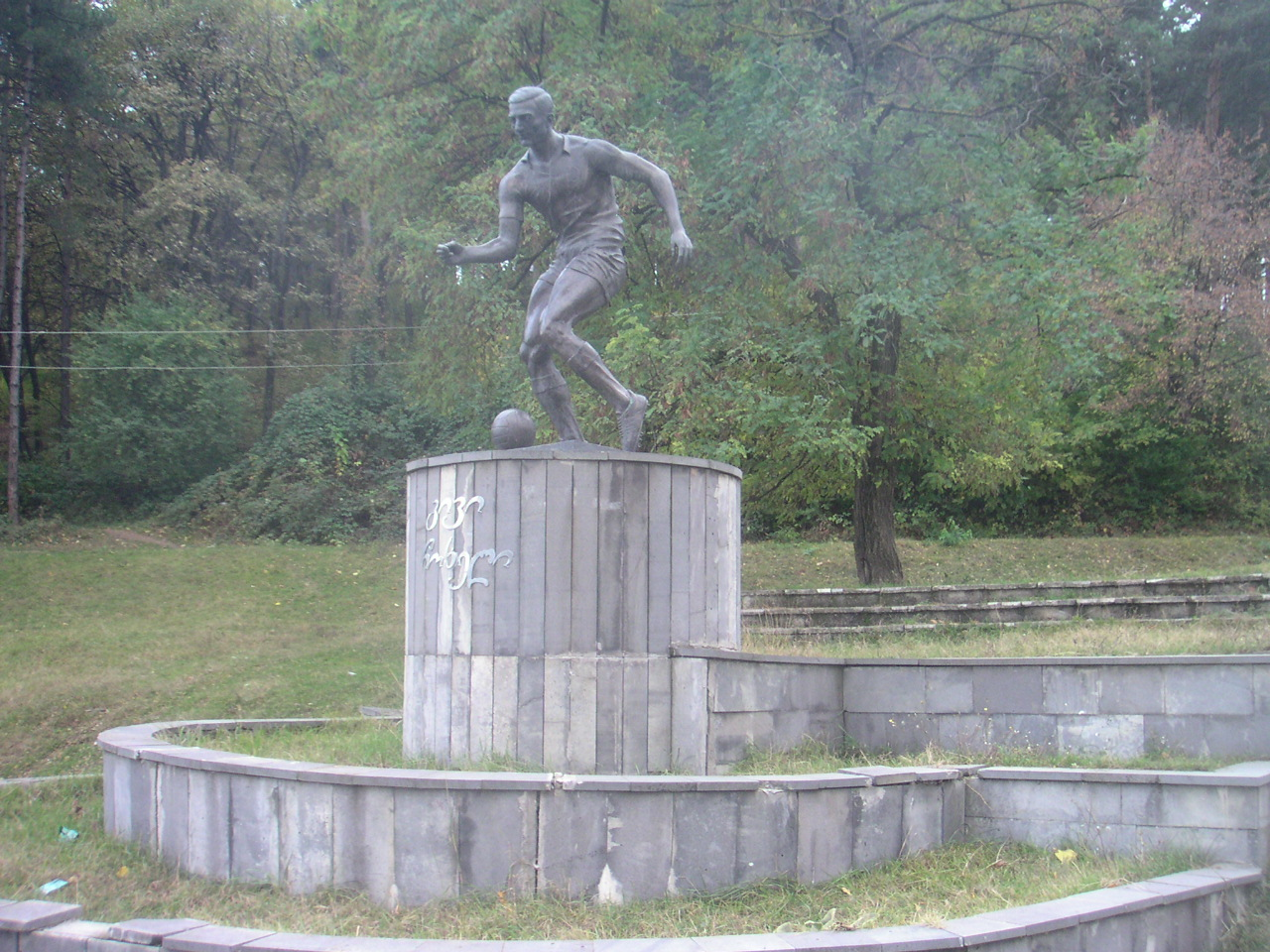
Estàtua de Chokheli davant l'estadi Municipal de Telavi.